# Erichsonia dentifrons
Erichsonia dentifrons (лат.) — вид жуков-усачей из подсемейства Parandrinae, единственный представитель рода Erichsonia Westwood, 1849. Распространён в Мексике (в штатах Пуэбла и Веракрус), Гватемале, Гондурасе и Сальвадоре. Родовое название дано в честь Вильгельма Эрихсона.

## Описание
Жуки красновато-коричневые блестящие, длина тела около 14 мм (5,5 линий). Надкрылья в 2.5 раза длиннее ширины.